# Щербовец
Щербо́вец (укр. Щербовець) — село в Ждениевской поселковой общине Мукачевского района Закарпатской области Украины.
Население по переписи 2001 года составляло 251 человек. Почтовый индекс — 89110. Телефонный код — 3136. Занимает площадь 0,932 км². Код КОАТУУ — 2121586501.